# 人のセックスを笑うな
『人のセックスを笑うな』（ひとのセックスをわらうな）は、山崎ナオコーラの小説作品。作者のデビュー作である。
井口奈己監督で映画化され、2008年に公開された。

## 概要
2004年11月に河出書房新社より、2006年10月には河出文庫としてその文庫版が発行された。2004年の第41回文藝賞を受賞し、翌年の第132回芥川龍之介賞の候補作にも選ばれた。
過激な題名とは裏腹に純粋な恋愛ドラマで、19歳の男と39歳の女、年の離れた男女の恋愛模様を描く。この題名のため、映画の宣伝CMはプライムタイムを中心に放送される。なお、この題名は本屋で同性愛の本が置かれた棚の前でクスクス笑っている人を見たときに思った言葉であると、作者は語っている。

## 出版物
- 単行本
  - 河出書房新社、2004年11月 ISBN 978-4309016849
- 文庫
  - 〈河出文庫〉河出書房新社、2006年10月 ISBN 978-4309408149

## 映画版
井口奈己監督による映像化。主人公に松山ケンイチ、主人公が憧れる年上のヒロインに永作博美がそれぞれ扮する。キャッチコピーは「恋におちる。世界がかわる。19歳のボクと39歳のユリのいかれた冬の物語。」。

### キャスト
- みるめ - 松山ケンイチ
- ユリ - 永作博美
- えんちゃん - 蒼井優
- 堂本 - 忍成修吾
- 山田先生 - 温水洋一
- 猪熊さん - あがた森魚
- じいちゃん - 三代目桂春團治
- 冴えない美大生役 - 白珠イチゴ

### スタッフ
- 監督 - 井口奈己
- プロデューサー - 永田芳弘、西ヶ谷寿一
- 脚本 - 本調有香、井口奈己
- 撮影 - 鈴木昭彦
- 美術 - 木村威夫
- 製作委員会メンバー - ハピネット、東京テアトル、WOWOW
- 製作プロダクション・配給 - 東京テアトル
- エンディング曲 - MariMari with HAKASE-SUN『MY LIFE』
- 挿入曲 - 武田カオリ with HAKASE-SUN『ANGEL』

### その他
- ユリ役の永作博美と堂本役の忍成修吾は、 2000年4月15日から6月24日まで日本テレビの「土曜ドラマ」枠で放送された「伝説の教師」で共演していた。